# Cobolt (forlag)
 For alternative betydninger, se Cobolt. (Se også artikler, som begynder med Cobolt)
Forlaget Cobolt er et tegneserieforlag med udgivelser fra især den fransk-belgiske scene, blandt andet Asterix, Lucky Luke og Hergés Tintins oplevelser.
Cobolts program omfatter cirka 40 nyudgivelser om året, heriblandt fortsat en lang række af de kendte og populære serier, der oprindeligt blev lanceret af Carlsen og Interpresse.